# Canis adoxus
Canis adoxus es una especie de cánido extinto, que vivió durante el Plioceno y Pleistoceno en la península ibérica. Hay quienes sostienen que habría de incluirse en el género Vulpes, lo que apuntaría a un tronco común para los géneros Vulpes y Nyctereutes y confirmaría la presencia del género Vulpes en el Mioceno superior de la península ibérica.